# Romeras
Las Romeras son un palo flamenco perteneciente al grupo de las cantiñas.
De entre los palos del grupo de las Cantiñas destacan junto con las Romeras, las Rosas, los Caracoles, el Mirabrás, las alegrías, así como otras Cantiñas personales (como las del Pinini). 
Se considera que las romeras eran un estilo personal de Romero el Tito, cantaor muy popular en los cafés cantantes del último tercio del siglo XIX, especialmente en Sevilla: fue de plantilla de "El Burrero" y del "Café Silverio", y un cantaor de estilo propio, inconfundible e inimitable, con una fuerte capacidad rítmica. Estaba especializado en los cantes con baile y, según parece, adoptó una canción ligera, folclórica, propia de Sanlúcar de Barrameda, llamada El Torrijos, que adaptó o recreó como estilo bailable y que recibiría su nombre del apellido del artista.
Uno de los cantaores que han brindado las romeras con más asiduidad ha sido Antonio "El Chaqueta".